# Condado de Nanchang
Nanchang (en chino:南昌县; pinyin:Nánchāng xiàn) es un condado bajo la administración directa de la ciudad-prefectura de Nanchang,capital de la provincia de Jiangxi,al este de la República Popular China. Su centro urbano se localiza en una zona de delta a 20 metros sobre el nivel del mar, donde el río Gan confluye al Yangtsé. Su área total es de 1839 km² y su población proyectada para 2014 es de 1 038 792 habitantes.

## Administración
Desde 2013 el distrito Nanchang se dividen en 18 pueblos  , que se administran en 10 poblados y 7 villas:
Poblados
- Liantang (莲塘镇)
- Xiangtang (向塘镇)
- Sanjiang (三江镇)
- Jiangxiang (蒋巷镇)
- Youlan (幽兰镇)
- Tangnan (塘南镇)
- Gangshang (冈上镇)
- Wuyang (武阳镇)
- Guangfu (广福镇)

Villas
- Nanxin (南新乡)
- Tacheng (塔城乡)
- Jingkou (泾口乡)
- Bayi (八一乡)
- Huangma (黄马乡)
- Fushan (富山乡)
- Dongxin (东新乡)